# Nyctemera warmasina
Nyctemera warmasina är en fjärilsart som beskrevs av Bethune-Baker 1910. Nyctemera warmasina ingår i släktet Nyctemera och familjen björnspinnare. Inga underarter finns listade i Catalogue of Life.